# Olla de San Vicente

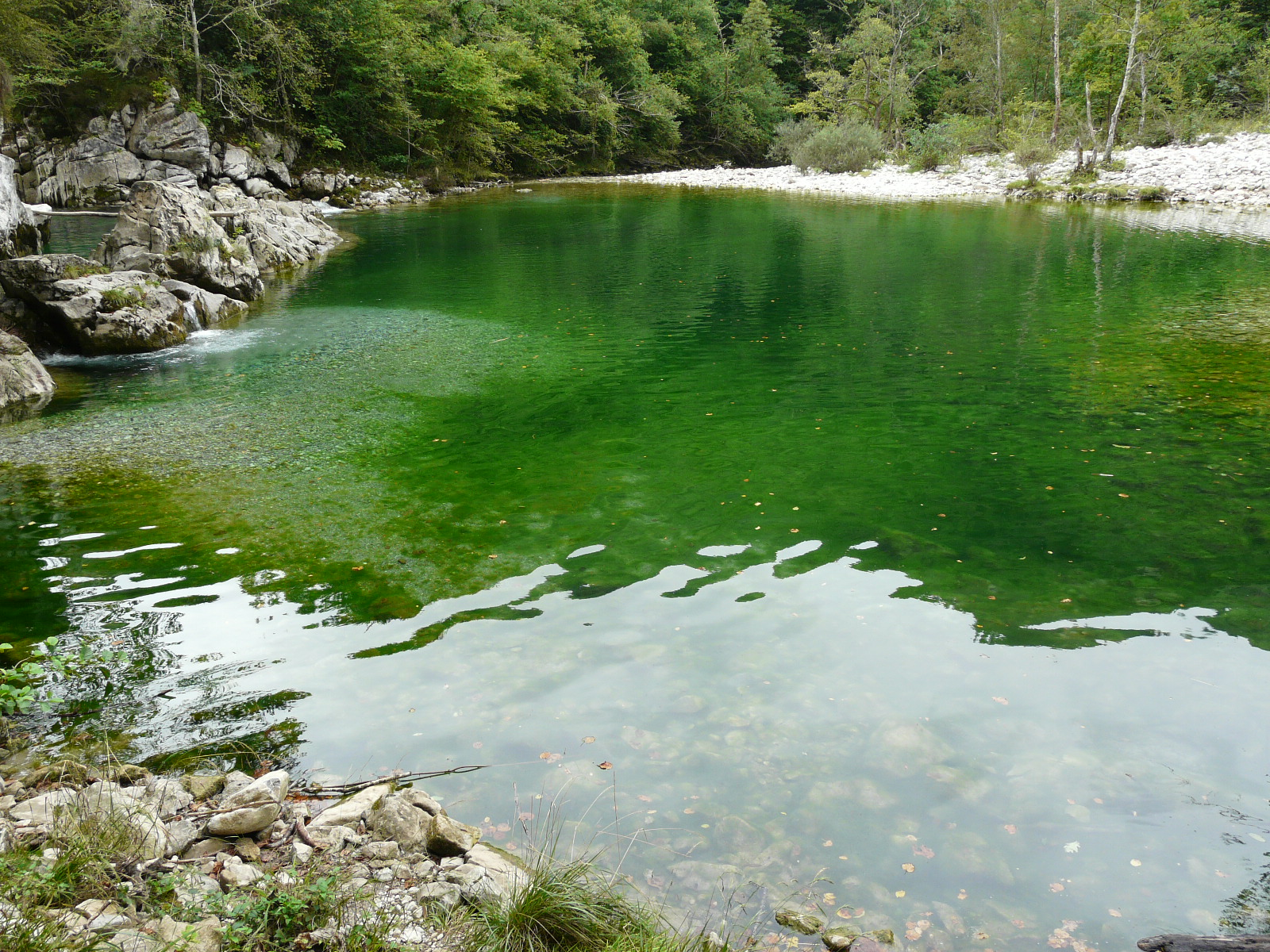
La Olla de San Vicente.

La olla de San Vicente es una poza natural formada por el río Dobra en el concejo de Amieva (Asturias, España) y que es famosa por el color verde esmeralda de sus aguas, con una profundidad que llega a los cinco metros.
Para llegar a ella hay que salir de Cangas de Onís en dirección al puerto del Pontón. Seis kilómetros después se llega al pueblo de Tornín y una vez pasado este, a mano izquierda, se verá un restaurante desde el que empieza la ruta para llegar a la olla.
Apenas doscientos metros después de empezar, se puede ver el puente de piedra conocido como el Puente Viejo cuyo origen es incierto, aunque parece ser medieval por sus características. Siguiendo río arriba, tras 30 a 40 minutos, se llega a la Olla.